# Franz Wilhelm Rabaliatti
Francesco (Franz Wilhelm) Rabaliatti (* vmtl. 1716; † im März 1782 in Mannheim) war ein italienisch-deutscher Architekt und Hofbaumeister des Kurfürsten Karl Theodor. Rabaliatti zählt neben Alessandro Galli da Bibiena, Johann Adam Breunig, Nicolas de Pigage und Johann Jakob Rischer zu den bedeutendsten Barockbaumeistern der Kurpfalz.

## Leben

### Herkunft
Franz Wilhelm Rabaliatti wurde als Sohn des Steinhauers Bartolomeo (Bartholomäus Vinzenz) Rabaliatti geboren und am 20. Januar 1716 in Gameragna di Stella bei Savona/Ligurien getauft. Über sein frühes Leben ist wenig bekannt. Er kam schließlich in die Kurpfalz und lebte ab 1746 zunächst in Mannheim.

### Familie
Von Rabaliattis Vater, Bartholomäus Vinzenz Rabaliatti, ist bekannt, dass er in den Jahren 1711 bis 1720 bei Baumaßnahmen im Schloss Erpernburg, im Wasserschloss Herringhausen, im Schloss Körtlinghausen und im Schloss Herdringen als Steinmetz bzw. als Baumeister mitwirkte. Dessen Sohn war Kaspar Theodor Rabaliatti (* 17. November 1711; † 1766), ein ebenso in Rüthen geborener Steinmetz, der sich 1744 zusammen mit seiner Frau Maria Magdalena Rabaliatti (verwitwete Seemännin, geborene Schröderin) in Straßburg niederließ und demnach ein Bruder von Franz Wilhelm Rabaliatti war.
Franz Wilhelm Rabaliatti war mit einer Tochter des Mannheimer Maurermeisters Anton Nauß verheiratet. Zwischen 1749 und 1768 wurden dem Paar sechs Söhne und vier Töchter geboren, welche alle in Mannheim getauft wurden. Drei Söhne und zwei Töchter verstarben früh. Vom wahrscheinlich 1755 geborenen Sohn Sebastian Kaspar Rabaliatti ist bekannt, dass als Taufpate sein Onkel Kaspar Theodor Rabaliatti fungierte. Dies bestätigt die familiären Bindungen Franz Wilhelm Rabaliattis zu der gleichnamigen Familie in Rüthen. Über Sebastian Kaspar Rabaliattis weiteres Leben ist bekannt, dass er mindestens zwischen 1782 und 1802 am Hofe des Herzogs Wilhelm in Bayern als Sekretär angestellt war.

### Berufliche Laufbahn
1746 wurde Franz Wilhelm Rabaliatti erstmals als Steinmetzpolier von Alessandro Galli da Bibiena beim Bau der Mannheimer Jesuitenkirche erwähnt. Bibiena gilt als Rabaliattis Lehrmeister bei seiner Ausbildung zum Baumeister. Rabaliatti wurde 1747 von Kurfürst Karl Theodor zum Hofbaumeister ernannt. Der Kurfürst beabsichtigte, seine Sommerresidenz in Schwetzingen auszubauen und hatte auch Pläne für eine gänzlich neue Schlossanlage, die aber letztlich verworfen wurden, da das Mannheimer Schloss noch nicht vollendet war. Der neue Hofbaumeister war demnach zunächst für den Bau verschiedener neuer Objekte im Schwetzinger Schloss verantwortlich und beschäftigte sich überdies mit der gesamtstädtischen Planung von Schwetzingen, wo er viele Bürgerhäuser baute und in seinem 1755 selbst geschaffenen Palais wohnte.
Viele seiner Bauvorhaben realisierte Rabaliatti zusammen mit dem lothringischen Baumeister Nicolas de Pigage, der 1752 von Carl Theodor zum Oberbaudirektor ernannt wurde. Pigage hatte in Paris Architektur studiert und war Rabaliatti mit seinem neuen technischen Wissen überlegen. Die unterschiedlichen Auffassungen des „Künstlers“ Rabaliatti und des „Handwerkers“ Pigage führten immer wieder zu Konflikten und einem wachsenden Konkurrenzverhältnis.

### Tod
Es ist nicht bekannt wann und wo Franz Wilhelm Rabaliatti verstarb. Er wurde am 24. März 1782 in Mannheim beerdigt.

## Geschaffene Bauwerke

### Bauten im Schwetzinger Schloss
Nach den ursprünglichen Plänen von Bibiena vollendete Rabaliatti unter der Leitung von Guillaume d’Hauberat von 1748 bis zum Frühjahr 1750 zunächst die nördlichen Zirkelhäuser des Schwetzinger Schlosses, die als Orangerie genutzt wurden.
Im Gegensatz zum Nordbau, dessen Räumlichkeiten überwiegend der Überwinterung der Kübelpflanzen dienten und somit einfach ausgestattet waren, wurden im 1753 bis 1755 erbauten südlichen Zirkelbau zwei reich ausgeschmückte Spiel- und Tanzsäle eingerichtet. Der Bau war insgesamt als Jagdschloss bestimmt und wurde mit Stuckaturen mit Jagdszenen von Giuseppe Antonio Albuccio verziert.
Rabaliatti gestaltete auch das besonders kunstvolle schmiedeeiserne und teilvergoldete Tor des Arboretums.

### Gebäude in Schwetzingen

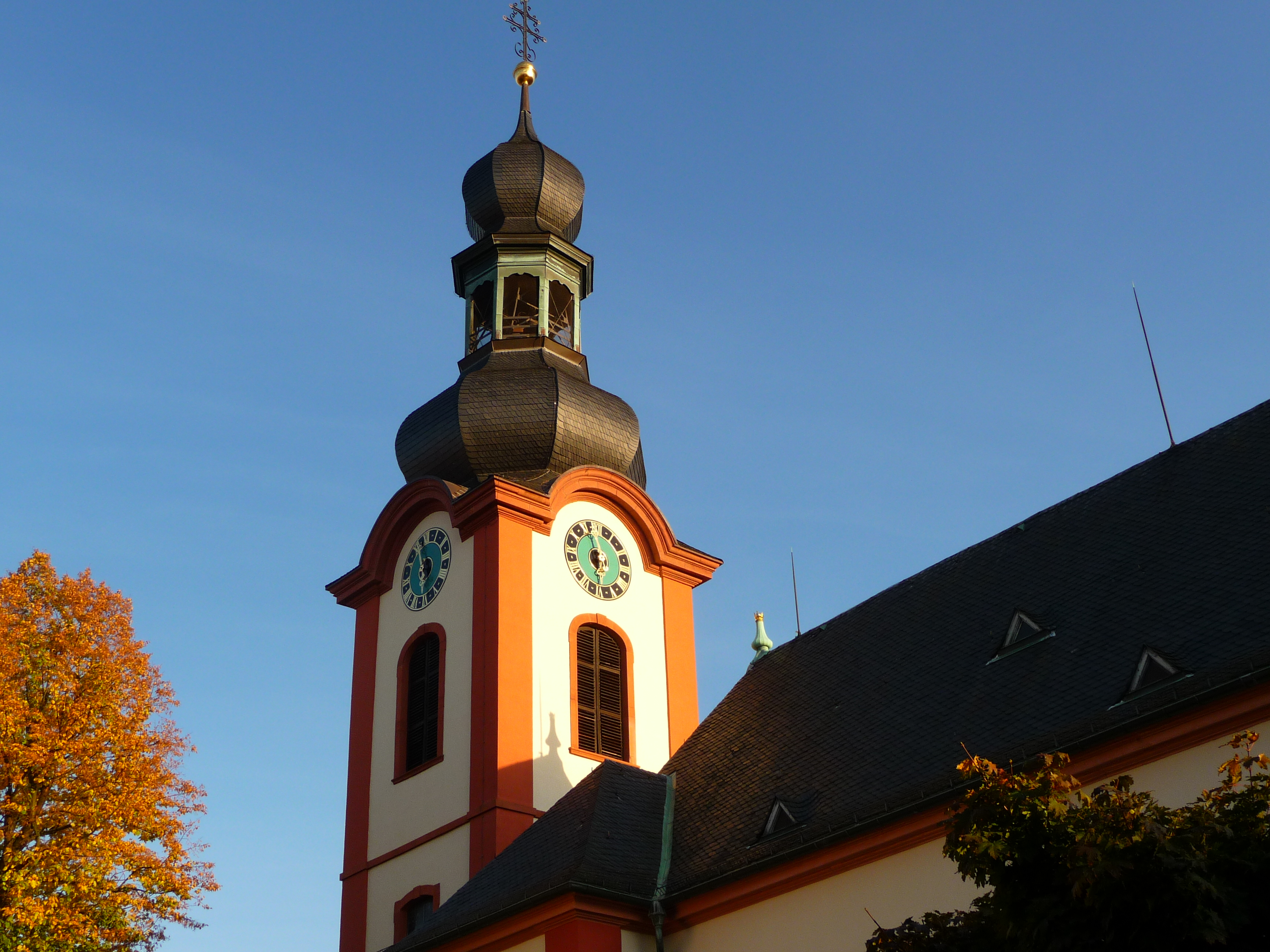
Kirchturm von St. Pankratius

Der Baumeister beschäftigte sich nicht nur mit dem Ausbau der Residenz, sondern griff in die gesamtstädtische Planung von Schwetzingen ein. So erbaute er einige Bürgerhäuser wie z. B. das heute Palais Hirsch genannte Anwesen, welches im Jahre 1748 im Auftrag des Kurfürsten Karl Theodor als Wohnhaus für den Jesuitenpater Franz Joseph Seedorf errichtet wurde. Seedorf war als Beichtvater und Berater des Kurfürsten der mächtigste Mann bei Hofe. In den Jahren 1818 bis 1963 wurde das Gebäude als Hotel zum Goldenen Hirsch genutzt, was die heutige Namensgebung erklärt.
1754 bis 1756 schuf Rabaliatti den Kirchturm von St. Pankratius, nachdem der alte Glockenturm aufgrund konstruktiver Mängel hatte abgerissen werden müssen.

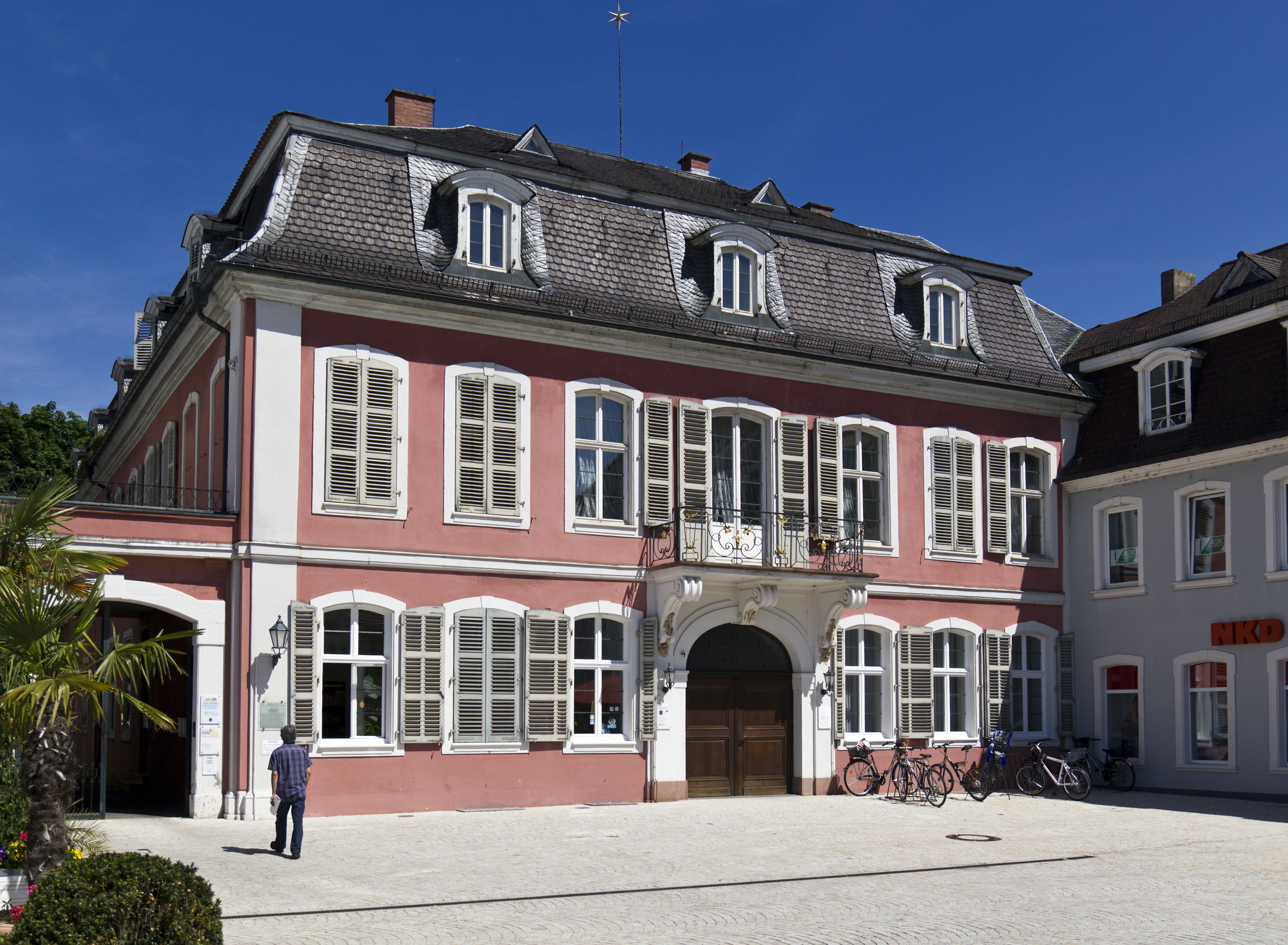
Palais Rabaliatti

Des Weiteren baute er 1755 das heutige Palais Rabaliatti, sein eigenes Wohnhaus an der Nordwestecke des Schloßplatzes. Der private Marstall, in dem ursprünglich zwölf Pferde untergebracht waren, hat sich bis heute erhalten. In französischer Bauweise geschult wählte der Wahlkurpfälzer für die Fassade seines Hauses hohe, schmale, stichbogige Fenster, deren Rahmung er profilierte und mit einem Schlussstein in der Mitte versah. Seine persönliche Note tragen die Fensterbänke, die innerhalb der Fenstergewände abschließen. Ein besonderes Augenmerk legte Rabaliatti bei Wohnhäusern auf die Treppen. Sie sind jeweils aus Buntsandstein gemauert, Setz- und Trittstufe in einem solch ausgewogenen Verhältnis gewählt, dass man förmlich nach oben getragen wird. In der Anlage der Treppen war Rabaliattis Vorbild Balthasar Neumann, dem er mehrere Male begegnete. Nach dem Tode des Erbauers wurde das Palais 1781/82 von Rabaliattis Erben für 6.250 Gulden an den Kurfürsten Karl Theodor veräußert, der es wiederum seinem unehelichen Sohn Karl August, dem späteren Reichsfürsten von Bretzenheim, schenkte. 1802 kaufte es der kurfürstliche Hofbeamte Zeller und als im Folgejahr die rechtsrheinische Kurpfalz durch den Reichsdeputationshauptschluss an Baden übergegangen war, wurde das Palais Rabaliatti Sitz des badischen Bezirksamtes Schwetzingen. Seit 1931 befindet es sich in Privatbesitz.
1759 war er an der Renovierung des herrschaftlichen Geflügelhauses beteiligt.
Da Rabaliattis aufwändigem Lebensstil der alte Marstall bald nicht mehr genügte, erwarb er 1759 für 30.000 Gulden den an der Carl-Theodor-Straße gelegenen Marstall und baute ihn hinter dem Rücken von Oberbaudirektor Nicolas de Pigage um. Er fügte unter anderem Eckpavillons für die Unterbringung von Soldaten ein. Das gespannte Verhältnis zwischen den beiden Architekten bekam durch diese „Intrige“, wie Pigage es nannte, neue Nahrung.

### Bauwerke in Mannheim

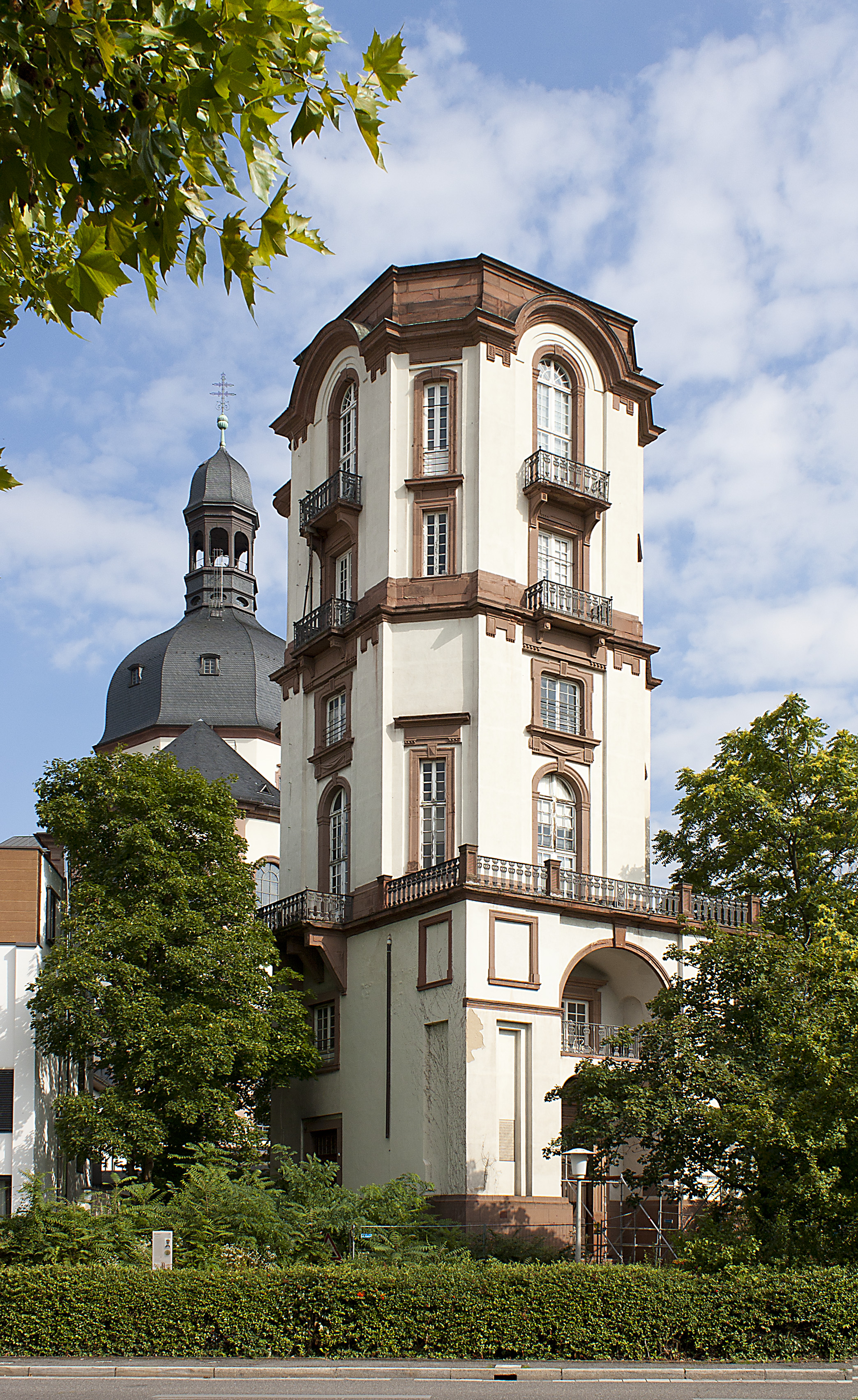
Mannheimer Sternwarte

1751 bis 1760 hatte Rabaliatti zusammen mit Pigage einen wesentlichen Anteil an der Planung und Durchführung des letzten Bauabschnitts des Mannheimer Schlosses.
1754 erbaute er die Sodalitätskirche, die im Zweiten Weltkrieg zerstört wurde und hinter dem Palais Bretzenheim auf dem heutigen Quadrat A 3 stand. Heute befindet sich dort die 1986 bis 1988 erbaute Universitätsbibliothek.
Die Fertigstellung vor allem der Innenausstattung der von da Bibiena geplanten und 1733 begonnenen Mannheimer Jesuitenkirche zog sich über Jahrzehnte hin, bis Franz Wilhelm Rabaliatti unter Mitwirkung von Nicolas de Pigage und Peter Anton von Verschaffelt die Arbeit des 1748 verstorbenen da Bibiena 1760 vollendete.
Zusammen mit Johann Lacher erbaute er von 1772 bis 1774 die Mannheimer Sternwarte, (heute die Alte Sternwarte). Ein in klassizistischen Formen erbauter fünfgeschossiger Achteckturm, der dem Jesuiten, Mathematiker und Hofastronomen Christian Mayer zur Verfügung stand. Heute befindet sich darin ein Künstleratelier.
Auf dem heutigen Grundstück B 5, 19 wurde 1753 von Franz Wilhelm Rabaliatti ein barockes Waschhaus für die Leib- und Tafelwäsche des kurfürstlichen Hofes erbaut.

### Bauwerke in Heidelberg
Der Bau der Jesuitenkirche wurde 1711 von Johann Adam Breunig begonnen, der den Chor der barocken Hallenkirche bis zum Altarraum errichtete. 1723 endete dann die erste Bauphase und erst 1749 konnten durch die Freigiebigkeit des Kurfürsten Karl Theodor die Bauarbeiten wieder aufgenommen werden. Die Bauleitung des 1727 verstorbenen Breuning übernahm nun Rabaliatti, der 1750 das Langhaus deckte und die Hochaltarwand auf ungewöhnliche Weise die Architektur einbezog. 1751 gestaltete er dann die Außenfassade mit der Wölbung. Die übrigen Arbeiten zogen sich dann bis zum Spätherbst 1759 hin. Der Kirchturm wurde erst 1868 bis 1872 hinzugefügt.
Des Weiteren erbaute er mit dem Seminarium Carolinum, benannt nach dem italienischen Kardinal Karl Borromäus, das letzte repräsentative Gebäude, welches für die Heidelberger Jesuiten errichtet wurde. Das zwischen 1750 und 1765 geschaffene Bauwerk, diente bis 1825 als Konvikt für katholische Schüler. 1826 bis 1878 wurde es als Irrenhaus genutzt, danach wurde das Carolinum an den Reichsmilitärfiskus übergeben. In späteren Jahren befand sich im Westflügel bis 1936 das Amtsgericht. Heute ist dort die Verwaltung der Universität Heidelberg untergebracht.
Im Zusammenhang mit dem vorgenannten Bauvorhaben schuf Rabaliatti in den Jahren 1763 bis 1765 aus einem direkt an das Seminargebäude angeschlossenen zweigeschossigen Vorgängerbau ein Ökonomiegebäude für das Carolinum. 1826 wurde das Nebengebäude von der Irrenhausverwaltung genutzt und diente darüber hinaus dem Verwalter als Wohnung. Nach Übergabe des Carolinums an den Reichsmilitärfiskus wurde das barocke Nebengebäude 1879 abgebrochen. Seit März 1880 entstand an derselben Stelle das heutige Gebäude. Um die Jahrhundertwende herum diente das neue Haus als Offiziersspeiseanstalt. 1936 wurde das bis dahin im Carolinums befindliche Amtsgericht in das Gebäude verlegt. Nach Auszug des Amtsgerichts und Übergabe des Gebäudes an die Universität, begannen 1968 die Planungen für einen Umbau, der 1970–74 erfolgte. Heute sind die Institute für Osteuropäische Geschichte und Kunstgeschichte der Universität Heidelberg in diesem Haus untergebracht.

### Weitere Bauwerke in der Kurpfalz und darüber hinaus

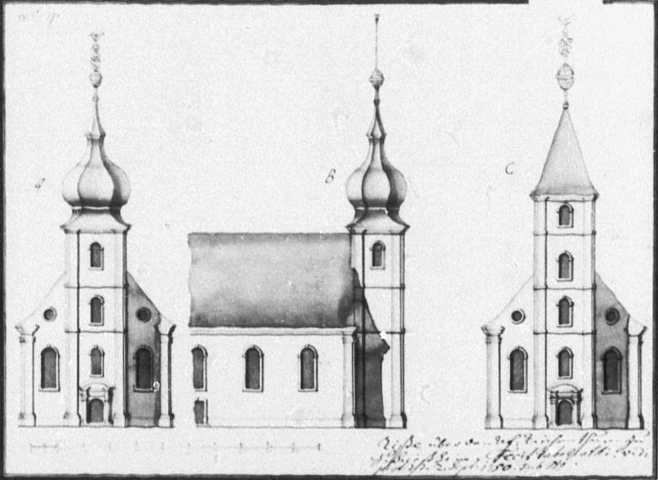
Planungsansichten der Pfarrkirche in Schriesheim

- 1748 bis etwa 1750 war Rabaliatti mit dem Neubau der reformierten Pfarrkirche in Schriesheim betraut. Nach schweren Zerstörungen im Dreißigjährigen Krieg und den anschließenden Kriegen mit Frankreich wurde die Kirche immer wieder repariert, musste aber schließlich 1748 abgebrochen werden. Als ein schlichter evangelischer Kirchenbau, ohne Chor und Seitenschiffe, wurde sie neu errichtet, etwa im gleichen Grundriss wie der Vorgängerbau. Von der Verwaltung war nur ein Dachreiter vorgesehen. Die Gemeinde bestand auf einem stattlichen Kirchturm an der Ostseite, der allerdings 1835 durch Blitzschlag zerstört wurde. Danach entstand der Turm in seiner heutigen Form.[12]
- 1750 bis 1753 wurde im heutigen Ludwigshafener Stadtteil Maudach die katholische Kirche St. Michael nach den Plänen Rabaliattis und unter Mitwirkung eines Baumeisters namens Hoffmann gebaut.[13]
- 1751 bis 1753 renovierte er für den Festungskommandanten Johann Friedrich von Zyllnhart das noch heute erhaltene Kommandantenhaus der Bergfeste in Dilsberg.[14]
- 1752 entwarf Rabaliatti die erste steinerne Brücke (Hoggemer Bruck oder Schulzenbrücke genannt) in Hockenheim zu deren Erstellung Fronbauern rund 4000 Backsteine von der ehemaligen Burg Wersau ankarrten. Unter den beiden durch einen starken Brückenpfeiler gestützten Bögen flossen der Kraichbach und dessen Seitenkanal Mühlbach, die sich unter der Brücke vereinigten. Eine Stadtszene mit dieser Brücke stellt eine der bekanntesten und frühesten bildlichen Darstellungen Hockenheims dar. Diese malerische Brücke wurde bereits 1873 durch einen Zweckbau ersetzt, da die alte Brücke nicht mehr den erhöhten Verkehrsanforderungen genügte. Der Baumeister war auch für die Errichtung einer weiteren Hockenheimer Brücke verantwortlich und zwar der Zollbrücke, die in den 1750er-Jahren als Ersatz für die 1746 durch ein Hochwasser zerstörte Schafbrücke gebaut wurde. Auch diese Brücke existiert heute nicht mehr, da sie gegen Ende des 19. Jahrhunderts bei der Anlage des neuen Mühlbachs abgerissen und ersetzt wurde.[15]

- 1754 überformte er das im 16. Jahrhundert errichtete ehemalige Tor- und Wachhaus in Wachenheim an der Weinstraße als großvolumiger Putzbau mit Krüppelwalmdach, welches nach dem Umbau als Burgvogteihaus diente. In der ersten Hälfte des 19. Jahrhunderts wurde das Objekt spätklassizistisch erweitert und wird heute als Wohngebäude genutzt.
- 1754/55 baute er in Mutterstadt das Schiff der protestantischen Pfarrkirche.[16]

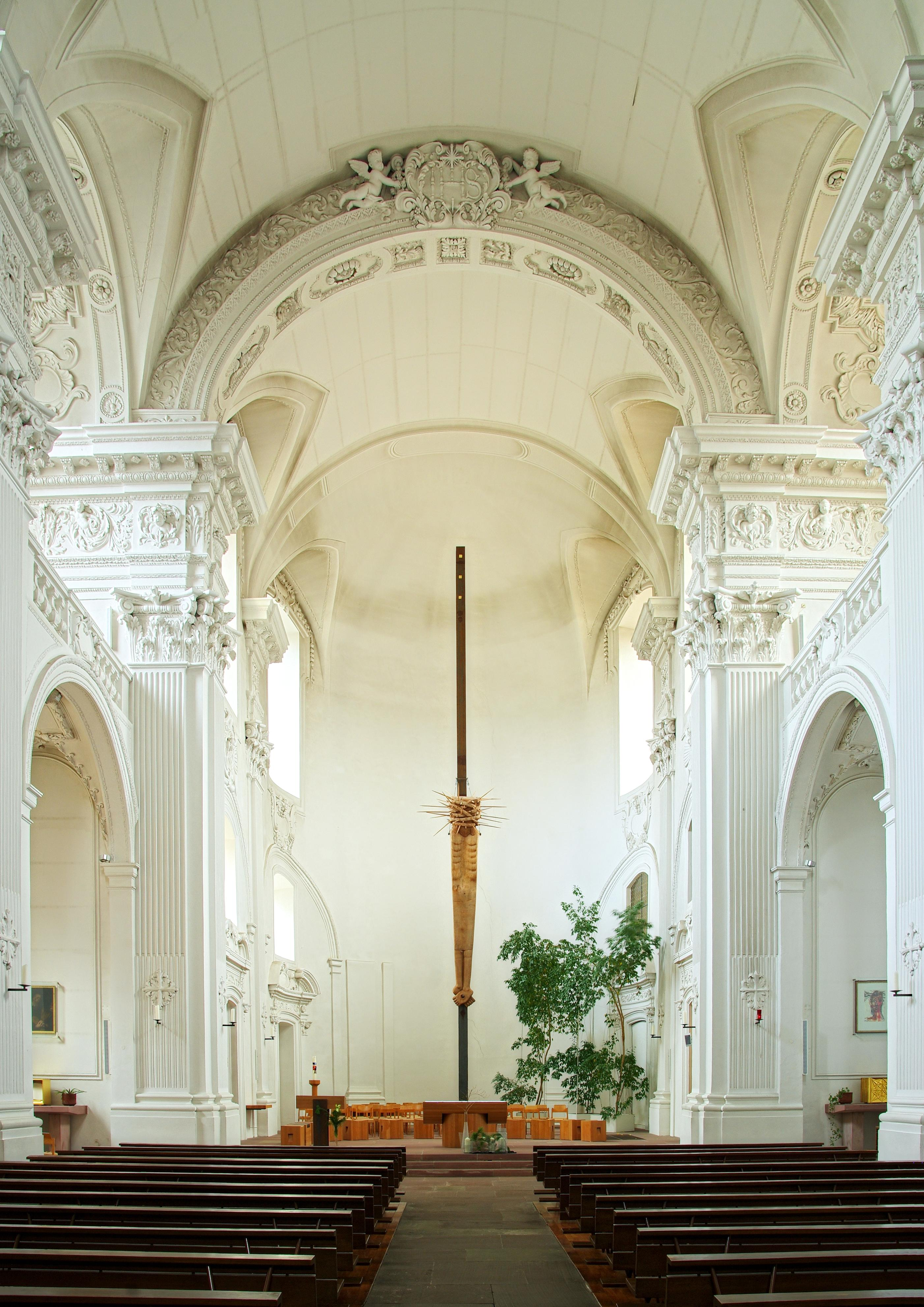
Innenansicht der Jesuitenkirche in Freiburg im Üechtland (Schweiz)

- 1755 bis 1757 plante er unter Mitwirkung des Malers Franz Anton Ermeltraut und des Stuckateurs Giuseppe Antonio Albuccio den Rokokoumbau des Innenraums der zwischen 1606 und 1613 im spätgotischen Stil errichteten Jesuitenkirche Sankt Michael im Schweizer Freiburg, der zwischen 1756 und 1771 realisiert wurde.
- 1755 baute Rabaliatti im Auftrag des Straßburger Fayencier Paul Anton Hannong in Frankenthal eine leerstehenden Dragonerkaserne zu einer Porzellanmanufaktur um. Dabei schuf er die baulichen Voraussetzungen für die Verlegung der bis dato in Straßburg ansässigen Fabrik Hannongs, insbesondere für die Glasurmühle und die Brennöfen. Diese bis 1800 bestehende „Fabrique durchsichtigen Porcelains“ wurde vom Kurfürst Carl Theodor finanziell unterstützt und erhielt den monopolen Status einer Hofmanufaktur. Das Frankenthaler Porzellan erlebte in der Folgezeit einen glanzvollen Aufschwung.[17]

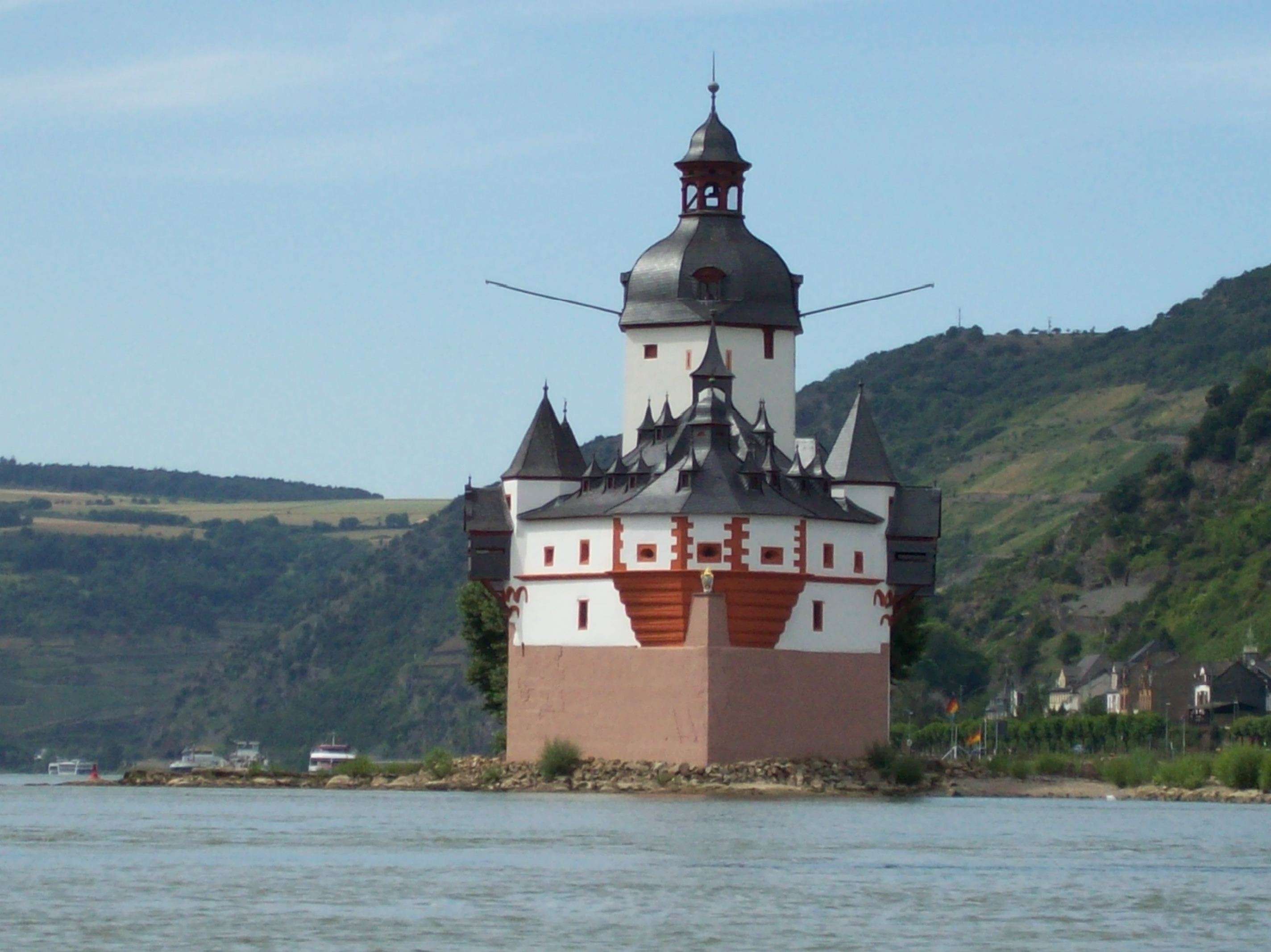
Burg Pfalzgrafenstein in Kaub

- 1756 gestaltete Rabaliatti den Hauptturm der bei Kaub gelegenen Burg Pfalzgrafenstein und krönte diesen mit einer schwungvollen achteckigen Haube mit offener Laterne.[18]
- 1756 zeichnete er für die Umbauarbeiten am Torturm der Bergfeste Dilsberg verantwortlich.[19]
- Im gleichen Jahr baute er die katholische St. Laurentius-Kirche in Nußloch.
- 1757 plante er in Pleisweiler die Renovierung der dortigen katholischen Pfarrkirche.[20]
- 1758 errichtete er in Bacharach die heute in der Häuserzeile der Oberstraße Nr. 39 eingebaute katholische Josefskapelle. Sie war von Kurfürst Carl Theodor als Hauskapelle der Lateinschule des katholischen Gymnasiums gedacht und wurde 1760 geweiht. Das dreiachsige Gebäude ist von den benachbarten und ursprünglich der Schule zugehörigen Häusern derselben Entstehungszeit, durch Pilaster und Walmgiebel mit Dachreiter bei gleicher Dachfirsthöhe nur wenig hervorgehoben. Offensichtlich sollte eine katholische Kirche im evangelischen Bacharach nicht zu deutlich hervortreten.[21]
- 1760 baute er die katholische Pfarrkirche Sankt Stephanus der bei Edenkoben gelegenen Gemeinde Gleisweiler, die einen sehenswerten Hochaltar im Rokokostil enthält.[22]
- 1763 leitete er den Umbau der ehemaligen Zehntscheuer in Lohrbach zur katholischen Kirche.
- Im gleichen Jahr sanierte er die Obrigheimer Friedenskirche von Grund auf und erweiterte sie. Rabaliatti ließ dabei die spätgotische Kirche in ihrem Grundriss mit Turm und Langhaus bestehen. Er setzte dem Turm einen neuen Helm auf und gab ihm die heutige Gestalt und Höhe von 45 Metern. Das Langhaus ließ er bis auf eine Erhöhung um einen Meter unverändert. Des Weiteren brach er die großen Barockfenster hinein und setzte im neuen Westgiebel zwei Ochsenaugen ein, um mehr Licht hereinzubringen. Dem Eingang gab er eine barocke Gestalt. Als Zugang zum neuen Kirchenspeicher baute er an der Nordseite des Turmes das Treppentürmchen an. Das Kircheninnere gestaltete der Baumeister komplett um. Im Kirchenschiff baute er die Emporen und die Kanzel ein, zog die Stuckdecke mit großer Hohlkehle ein und erneuerte das Gestühl. Dem Chorraum gab er ein rippenloses Gewölbe. Die gesamte Kirche wurde innen und außen verputzt und erhielt innen ein dem Barock entsprechendes kräftiges Farbkleid.[23]

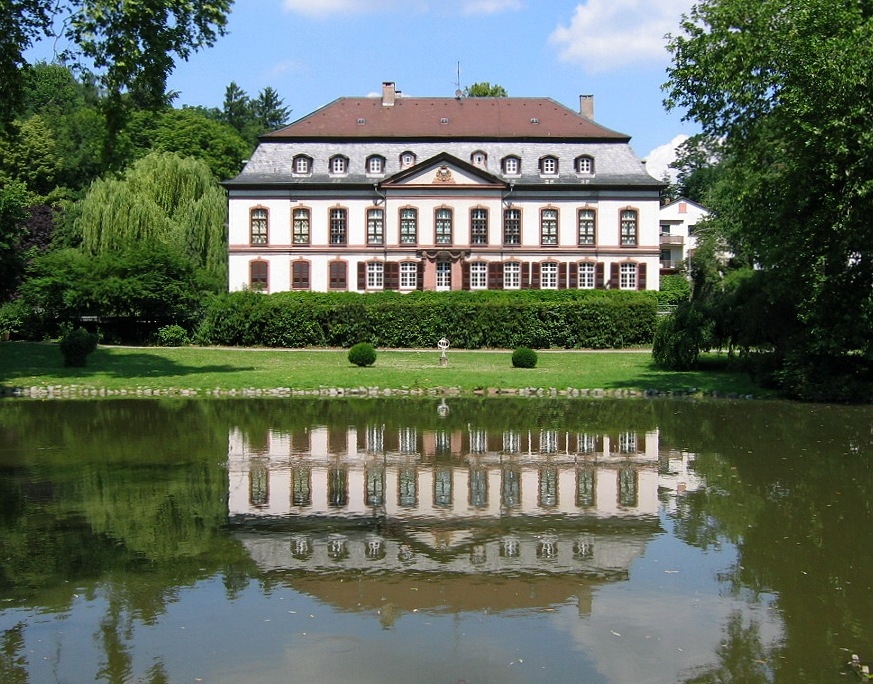
Schloss Birkenau

- 1771 bis 1779 stellte er den 1765 begonnenen Bau des Schlosses Birkenau fertig, wobei unterschiedliche Angaben über die Zeitdauer des Umbaus bzw. seiner Baubeteiligung existieren. Bei dem spätbarocken Schloss im gleichnamigen Ort Birkenau im Tal der Weschnitz nahe Weinheim handelt sich um einen recht einfach strukturierten, aber dennoch beeindruckenden zweigeschossigen Bau mit einem angegliederten Schlosspark.

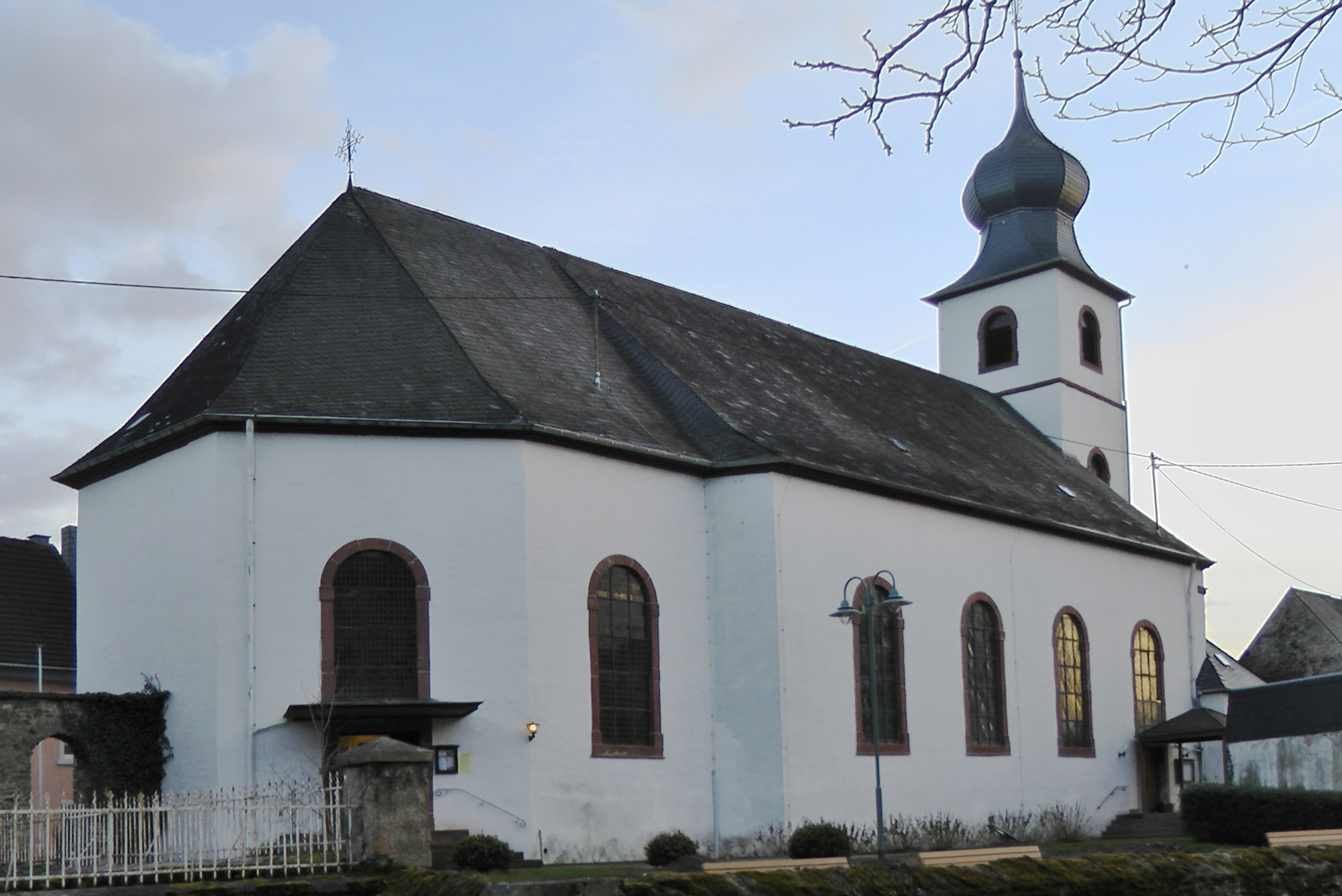
Simultankirche Brauneberg

- 1775 bis 1777 plante und errichtete Rabaliatti die Simultankirche in Dusemond (heute Brauneberg) bei Bernkastel-Kues. Die Baukosten wurden seinerzeit zu einem Drittel von der evangelischen Gemeinde und zu zwei Dritteln von den Katholiken getragen. Der Zwiebelturm ist der einzige Kirchturm seiner Art im gesamten Moselraum.
- 1780 war Rabaliatti der Bauverantwortliche für ein elegantes und großformatiges Barockpalais in Kaub, welches seit 1913 als Blüchermuseum Kaub fungiert. Das von Johann Külp in Auftrag gegebene Palais wurde in der sehr engen Häuserreihe der Metzgerstraße (Hausnummer 6) als Gasthaus Zur Stadt Mannheim errichtet. Das Gebäude ist zehnachsig mit Mansarddach und zweiachsigem Zwerchgiebel. In der mittleren Portaldurchfahrt findet sich ein zierliches Oberlichtgitter. Nord- und Südflügel wurden zur gleichen Zeit errichtet, der Ostflügel folgte 1792. Eine schöne Holztreppe führt zum ersten Obergeschoss mit den Haupträumen. Im vierachsigen Saal befinden sich Leinwandtapeten mit Ölmalereien (Jakobs- und Josephsgeschichte), im Raum daneben handgedruckte Tapeten mit ländlichen Motiven aus der Zeit um 1800. In dem Gebäude befand sich das Hauptquartier Blüchers, als dieser an der Jahreswende 1813/14 mit seinen Truppen beim Pfalzgrafenstein den Rhein überschritt. Die beiden nahezu unveränderten Wohnräume Blüchers wurden in 1913 als Blüchermuseum eingerichtet und zeigen ein Stück Wohnkultur aus der Zeit um 1800 und persönliche Gegenstände des preußischen Generalfeldmarschalls.[24] Die spätbarocken rheinseitigen Häuser der Metzgerstraße im Obergeschoss über der Stadtmauer, mit laubenartigem Durchgang anstelle des mittelalterlichen Wehrganges, sind wegen ihrer baulichen Verwandtschaft zum vorgenannten Palais vermutlich auch Rabaliatti zuzuschreiben.[25]
- 1783 wurde nach dem Tod Rabaliattis das von ihm geplante Langhaus der evangelischen Kirche in Leutershausen erbaut.